# Sindicato Unificado de Trabajadores de la Educación de Buenos Aires
El Sindicato Unificado de Trabajadores de la Educación de Buenos Aires (SUTEBA) es un sindicato argentino que agrupa a maestros, profesores, y demás trabajadores de la educación de solo la Provincia de Buenos Aires. Cuenta con 116.200  afiliados.
Fue fundado en Mar del Plata el 31 de agosto de 1986, pero fijando domicilio en la vecina Ciudad Autónoma de Buenos Aires (en ese entonces jurídica y oficialmente llamada "Capital Federal"), ya que en el momento de su creación contaba con 18.000 afiliados y 23 seccionales. Está afiliado a CTERA, a la Internacional de la Educación (IE) y a la CTA.

## Historia

### El terrorismo de estado y los sindicatos de la Educación
El Terrorismo de Estado fue el instrumento que las clases dominantes utilizaron para el disciplinamiento político, social y económico de la sociedad argentina y terminar con el auge de las luchas iniciadas en 1969. La dictadura dejó muchos compañeros desaparecidos y un brutal retroceso en el campo de los derechos, expresado en la suspensión del derecho de huelga, la eliminación del fuero sindical, la disolución de los partidos y organizaciones políticas y una transformación profunda de la estructura productiva del país, sentando las bases para el modelo de exclusión social. 
La represión golpeó a la CTERA. Isauro Arancibia y su hermano Arturo fueron asesinados en la sede de su sindicato en Tucumán. Más de 600 docentes desaparecerían, entre ellos varios miembros de la Junta Ejecutiva Nacional: Marina Vilte, Eduardo Requena y Susana Pertierra de General Sarmiento. Otros militantes fueron encarcelados, cesanteados, tuvieron que salir del país o partir hacia el “exilio interno”. 
La actividad sindical se redujo al mínimo. El temor de gran parte de los docentes fue uno de los obstáculos a vencer. Sin embargo, hubo al menos tres niveles de resistencia. 
El primero fue el que se dio desde las organizaciones sindicales. Los sindicatos que continuaban abiertos realizaban actividades administrativas, cursos y reclamos gremiales individuales, como UDE de San Martín. En el caso de los sindicatos de Matanza y Morón, también realizaron manifestaciones político-sindicales más abiertas. En 1977 denunciaron el llamado “éxodo docente”, que repercutió en los diarios nacionales. En algunos casos, se recurrió a subterfugios para continuar con la actividad sindical en forma encubierta. Por ejemplo, los militantes de la UDEM en 1977 abren la Guardia Lirolay. Tanto en Matanza como en Morón se organizan peñas, que ofrecen la posibilidad de encuentros sistemáticos, y organizan cursos de capacitación para docentes con una visión comprometida de la práctica educativa. También se dictan boletines gremiales.
Un segundo nivel de resistencia se dio desde las propias instituciones educativas. En Berazategui, luego de la desaparición de tres estudiantes del Politécnico, los docentes debaten y definen que el mejor modo de actuar frente a esta situación es permanecer en la escuela. Años más tarde, la reorganización de la Asociación de Educadores de Berazategui partirá desde esta escuela.
Finalmente, un tercer tipo de resistencia se dio al nivel de la base docente. En algunos distritos, si bien se suspenden las actividades formales de los militantes, no ocurre lo propio con las informales, se mantuvo un lazo entre los docentes que posibilitó que, cuando se presentó una coyuntura más favorable, la organización resurgiera rápidamente. Este es el caso de Salto.
Esta resistencia se manifestó en múltiples hechos. Así en el año 1979, muchos docentes bonaerenses se opusieron a su utilización por parte del ejército, cuando obligaron a realizare trabajos sobre el Día del Ejército. Varias escuelas tomaron como tema el abrazo a San Martín y O´Higgins, contrario en su contenido a la Guerra con Chile que preparaba la dictadura.

### Recuperación de la Organización Popular
El Terrorismo de Estado no pudo impedir que la clase trabajadora y diversas organizaciones protagonizaran resistencia y luchas. Desde los paros de los ferroviarios y de Luz y Fuerza, en 1976 y 1977, a la lucha de los organismos de Derechos Humanos, y el comienzo de la reorganización del movimiento obrero, por sus sectores más combativos, el primer paro contra la dictadura en 1979. La convocatoria a la movilización de la CGT del 30 de marzo de 1982 marco un punto de inflexión en la resistencia popular.
El 2 de abril de 1982 las FFAA de facto, anunciaron la ocupación militar de las Islas Malvinas, pretendieron capitalizar un sentimiento nacional muy acentuado. Sin embargo, a partir de la derrota de Malvinas, se aceleraron los tiempos de la salida política.
En concomitancia, desde mediados de 1982, la actividad gremial docente cobró más fuerzas a nivel provincial y nacional. Entre 1981 y 1982 se inicia la reorganización en distintos lugares del país. Una de las estrategias de reorganización consistió en la realización de Jornadas Pedagógicas. La primera se realizó en Santa Fe, ese año. Paralelamente, se dieron los primeros paros docentes provinciales; la misma Santa Fe sostuvo un conflicto en los últimos meses del año. También se produjeron paros en Río Negro y La Rioja.
En varios distritos de la provincia de Buenos Aires la docencia reanudó el funcionamiento sindical, reuniones en escuelas, reapareció la figura del delegado, las primeras asambleas. Este proceso se dio fundamentalmente en las uniones y asociaciones de educadores donde la militancia había logrado mantener algún funcionamiento colectivo. La situación de las escuelas y los alumnos fue calamitosa, así como la situación laboral docente. La UDEM y la UEBM realizaron sendas asambleas, que decidieron ir al paro en sus distritos. Se abrió una nueva etapa.
La derrota de Malvinas produjo un retroceso generalizado de la Dictadura. Ganó impulso la movilización popular: la reclamación de la Multipartidaria por la vuelta a la democracia sin condicionamientos, la pelea de los organismos de derechos humanos, las reclamaciones de los trabajadores. La CGT Brasil convocó varios paros generales.
En el plano del sindicalismo docente nacional, una conducción provisoria de la CTERA impulsó la reorganización. Los dirigentes nacionales recorrieron las provincias apoyando el resurgimiento de las entidades; en algunos casos hubo procesos de unificación de sindicatos preexistentes, en otros se fundaron nuevos. Se continuaron realizando las Jornadas Pedagógicas, en 1983 se llevaron adelante en Salta y Río Negro. Ese año se inició con conflictos en Jujuy y Santiago del Estero. En julio, la CTERA convocó, coincidiendo con la UDA, al primer paro nacional contra la dictadura, al que seguirían otros. Las principales reivindicaciones docentes eran de tipo salarial, que parcialmente se consiguieron. También se exigía la vigencia del estatuto del Docente, suspendido en parte por la Dictadura.

### El paro del 1º de Julio Y el Frente Gremial
En esta fecha las Uniones de Educadores de Matanza y de Morón realizaron el primer paro a la dictadura en el territorio bonaerense. Pese a haberse resuelto en asambleas pequeñas, la adhesión fue masiva, miles de docentes se concentraron en la plaza de Ramos Mejía, reclamando el salario, restitución del estatuto, devolución del régimen de licencias y el derecho a la educación de los alumnos. Hablaron las Secretarias Generales de ambos sindicatos, Mary Sánchez y Cecilia Martínez, advirtiendo del “peligro de la desintegración de la escuela pública”. Es significativo que también lo hiciera el Secretario General de la CGT Matanza, Juan Carlos Sluga.
El paro instaló un referente e impulsó el proceso de reorganización: se reabren o crean Uniones de Educadores, comienzan a coordinarse acciones. Se eligieron comisiones promotoras, sumaron delegados, se convocan asamblea de definen planes de lucha. Resultado de este proceso, en agosto del 83, organizaciones de ocho distritos resuelven constituir un “Frente Gremial de Trabajadores de la Educación del gran Buenos Aires pro sindicato único”, con el objetivo de unificar la docencia bonaerense, con una concepción de sindicato “que entiende como valida para nuestra provincia la formación y consolidación de Organizaciones ÚNICAS por Distrito, donde estén representados todos los docentes sin diferenciación de ramas, niveles o jurisdicción de la enseñanza”.
La conformación del Frente Gremial Docente (FGD) impulsó el debate sobre el modelo sindical: cuál sería el sentido de unificarse, decidir si volver a la FEB, necesidad de participar en CTERA y puntualizar la representación actual de la CTERA.
En septiembre el Frente convoca al primer paro provincial. En esta etapa, el proceso de reorganización de la docencia provincial, tiene una fuerte impronta del conurbano. Pero, con toda su potencia, debía articularse al interior de la provincia si efectivamente pretendía unificar la lucha docente a nivel provincial. Pronto, la constitución del FGD trascendió los límites del gran Buenos Aires. Tres distritos, al conocer las acciones desplegadas a partir del paro del 1º de junio, buscaron tomar contacto con ese proceso, a la par que motorizan su propia reorganización: Salto, Ramallo y Carmen de Patagones.

### Retorno a la democracia
En el país se realiza durante 1983 las elecciones nacionales, triunfando Raúl Alfonsín. La naciente democracia recibió una pesada herencia, donde se destacaban la calamitosa situación económica y social y la necesidad de abordar la verdad sobre el Terrorismo de Estado. El alfonsinismo generó, a partir de la CONADEP y el Juicio a las Juntas Militares, la esperanza de que comenzaba una nueva época.
Durante 1984 continuó el proceso de reorganización de la CTERA. En el Confederal realizado en junio se fijan las siguientes reivindicaciones:
- En el plano gremial, equiparación salarial para todo el país, la jubilación a los 25 años con el 82% móvil y la reincorporación de los docentes cesanteados por razones políticas, gremiales e ideológicas.
- En lo educativo, un aumento del presupuesto y la presencia de representantes docentes en todos los cuerpos colegiados de conducción educativa, obras sociales, cajas de jubilaciones, etc.

Así mismo, volvieron a plantearse los debates pendientes desde su creación que expresaban proyectos diferentes de política gremial, en la caracterización del rol docente, en este tipo de organización a construir y en la relación con el movimiento obrero.
En la provincia de Buenos Aires, la discusión se dio con fuerza. Por una parte, estaban las asociaciones de distrito conducidas por agrupaciones ligadas a la conducción de CTERA, la lista blanca, que se oponían a la idea de un sindicato único, y pugnaban por conformar en la provincia una federación – distinta de FEB - e integrada como tal a CTERA. Por ello estas organizaciones no se incorporaron al FGD. Si bien la correlación de fuerzas finalmente se definió a favor del FGD, algunos de esos distritos eran importantes, por su historia y su peso, como por ejemplo San Martín y Tres de Febrero, donde había dirigentes históricos como Angelita Descalzo. También subsistían los sindicatos de rama, afiliados a CTERA, como ADYTED.
Así mismo, estaba el FDG, cuyos sindicatos si bien compartían el objetivo de la unificación, desarrollaban un complejo proceso de debates en varios niveles. En cada debate no solo se discutía la reorganización docente gremial de la provincia de Buenos Aires, ese debate siempre estaba atravesado por la discusión nacional. Por ello esta construcción no fue lineal. Los sectores que impulsaban la unidad con más fuerza eran los que en poco tiempo se agruparían en la lista celeste y los que promovían nacionalmente la Agrupación “Ana Sosa” impulsada por el Partido Comunista Revolucionario (PCR) y se identificaron con el color celeste y blanco.
Los puntos en este debate entre estos sindicatos eran varios. No todos estaban en CTERA. Algunos consideraban que la incorporación a la Confederación era el segundo paso luego de la unificación; otros tenían diferencias con el proyecto sindical que expresaba la Confederación. En algunos distritos cuyas organizaciones tenían presencia de militantes peronistas se discutía si la organización nacional a la cual adherirse era CTERA o UDA. La presencia de militancia docente proveniente de media y técnica, hacia necesario tener presente la dinámica de otros gremios como AMET y UDA. En algunos casos, se crearon sindicatos por fuera de la tradición de las uniones de educadores el caso de Mar del Plata, Avellaneda, Quilmas, Lanas, que se afiliaron a UDABA (UDA Provincia de Buenos Aires) y desde allí dieron el debate acerca de la incorporación a CTERA y al proceso de unidad en SUTEBA.
Esto sin olvidar que la FEB seguía siendo el sindicato mayoritario, con una fuerte presencia en el interior. Aquí no habría que dejar de mencionar un caso particular, entre quienes van a confluir en el SUTEBA, el de los docentes de Quilmas, que perteneciendo a la FEB, en una masiva asamblea realizada en este momento, decidieron desafiliarse de la misma y participar del proceso del Frente.
En 1984, la CTERA convocó, ante la falta de respuestas a sus demandas, los primeros paros en democracia, pese a la cercanía de su conducción con el gobierno. De hecho Alfredo Bravo había sido nombrado Secretario de Derechos Humanos del Gobierno. Poco antes, la CGT había realizado el primer paro nacional contra la política económica del gobierno de Alfonsín, que la CTERA no realizó. La disputa peronista radicalismo no estaba ausente de estos posicionamientos.
Ese será también el año de la incitación del reclamo docente en el conurbano bonaerense y, en consecuencia, del crecimiento de las acciones masivas del FDG: envió de cartas y telegramas a la legislatura provincial por la restitución de la Ley de jubilaciones, la suspensión de aportes al IPS y la reincorporación de prescindibles; concentraciones frente a la casa de la Provincia, petitorios; paros provinciales y de CTERA.
A mediados de 1985, la puesta en marcha del Plan Austral, que provocó el deterioro de las condiciones de vida de los trabajadores asalariados, profundizo el enfrentamiento de la CGT con el gobierno de Alfonsín y el inició de los 13 paros que la Central Obrera realizará hasta 1989.
En agosto se realizó el Congreso normalizador de la CTERA. Allí confrontaron fuertemente los proyectos políticos sindicales en pugna. Si bien durante el desarrollo del mismo hubo tratativas para presentar una lista de unidad, esto no se produjo. En las elecciones de Junta Ejecutiva se consagró como Secretario General a Wenceslao Arizcuren, que encabezaba la Lista Blanca, sector que hasta ese momento conducía CTERA, donde predominaban el radicalismo, el partido comunista y los socialistas. En segundo lugar se ubicó la Lista Celeste, que se constituyó en ese momento, donde confluyeron los sectores que impulsaban con mayor fuerza el proyecto de sindicatos únicos y el ingreso a la C.G.T, retomando las posiciones que en la década anterior había sostenido la CUTE. En ella tenía peso el peronismo y sectores afines: intransigentes, democracia cristiana. En tercer lugar se ubicó la lista Naranja que agrupaba algunos sectores de la izquierda. Si bien la Lista Blanca logró la mayoría en la conducción, ésta fue compartida con la Lista Celeste. 
El Congreso, que decidía la política gremial de la CTERA, tomó definiciones importantes: el ingreso de UDA a la CTERA; el pedido de incorporación a la CGT Pero sobre todo se sancionó una que tendría importancia para la conformación del SUTEBA: impulsar la formación de sindicatos únicos provinciales. A partir de este momento se afianza Ja idea del sindicato unificado en a provincia de Buenos Aires. 
Entre agosto de 1985 y agosto de 1986 ingresaron a CTERA los distritos de Berazategui, Florencio Varela, Brandsen, Salto, Pehuajó, Pilar, Patagones, Esteban Echeverría, Quilmes, Almirante Brown, Moreno y la UDA de la Provincia de Buenos Aires, como parte de la estrategia del FGD, con la perspectiva de la unidad. Incorporados a la Confederación, a fin de año el Frente Gremial impulsa la formación del Plenario de Secretarios Generales de CTERA de la Provincia de Buenos Aires. 
En enero, el Plenario de Secretarios Generales de CTERA de la provincia de Buenos Aires exige que la Junta Ejecutiva se ponga al frente del proceso de organización del sindicato unificado. En abril, este Plenario, reunido con la Junta Ejecutiva de CTERA, acuerda convocar al Congreso Unificador. Finalmente, en agosto se realizan reuniones de delegados y asambleas en los distritos, para elaborar los mandatos que se llevarán al congreso unificador y elegir los delegados. 
Entretanto, a lo largo de 1985 y hasta mediados de 1986 continúan las acciones de lucha: marchas multitudinarias, paros de CTERA y de la CGT, etc. Uno de los hechos destacados de este momento es la marcha a pie a La Plata del Frente Gremial Bonaerense que se realiza en mayo de 1986.

### Significado de esta unificación
En primer lugar, como se afirmaba en una publicación que recogía lo ocurrido durante el congreso, la presencia de un sindicato unificado comenzaba a cambiar la relación con el Estado provincial, pues «durante 14 años los docentes provinciales supimos qué significaba no contar con la suficiente fuerza para imponer nuestros legítimos reclamos» a lo que agregaba que «los distintos Gobiernos sacaron provecho de la desunión y buscaron ahondar las diferencias, sabiendo que era mejor dialogar con muchas organizaciones débiles y no enfrentarse a un SINDICATO FUERTE».
Por otra parte, la unificación en la provincia significó un cambio sustancial en la correlación de fuerzas en CTEHA entre las dos corrientes principales de política gremial. Pues con esa misma unificación se afirmaba dentro de la CTERA la postura político sindical que apostaba a la creación de sindicatos unificados provinciales. Por ello en el congreso se produjeron tan agudos debates sobre este tema. 
A partir de este momento se iniciaba la etapa de consolidación inicial, de comenzar a diseñar e implementar políticas desde el sindicato. 
A los pocos días, la conducción del nuevo sindicato fue recibida, en la CGT por Saúl Ubaldini, quien se solidarizó con los reclamos docentes. Tanto el encuentro como el respaldo del titular de la CGT, permitía ver el sentido que tenía la unificación para los sectores que la habían impulsado: avanzar en el camino de la unidad con el conjunto de los trabajadores.
En los años 1986 y 1987, las sucesivas crisis y la implementación de la «economía de guerra» fueron haciendo caer parte del apoyo popular al gobierno. Se negoció el primer acuerdo con los organismos de crédito internacionales luego de la dictadura. Comenzaron a discutirse los primeros proyectos privatistas. La pérdida de consenso del alfonsinismo posibilitó que el Partido Justicialista se convirtiera en su recambio. Si el triunfo de Alfonsín llegó de la mano de la demanda social por las libertades cívicas como reacción ante el Terrorismo de Estado, el fracaso económico y las claudicaciones en el terreno de los Derechos Humanos crearon las condiciones para que el peronismo comenzara a ser visto como su posible reemplazante tomando las demandas de Justicia Social.
En este momento cobró importancia la lucha emprendida por la CGT contra la política económica de Alfonsín. El Plan de lucha de la central obrera se profundizó luego del lanzamiento del «Plan Austral». La guerra de Ubaldini representaba, para grandes sectores, la protesta social, a la par que constituía un referente para el peronismo. Las propuestas sindicales se expresaron en los «26 puntos» de la CGT.

### La disputa en CTERA
Constituido el SUTEBA, en los dos años subsiguientes se abrió un profundo debate en CTERA, sobre su reconocimiento e ingreso e la misma como única representante de la docencia bonaerense.
Marcos Garcetti, dirigente clave en esos años, sintetizó con una 50- la frase a dura confrontación que vendría de la mano de la conformación de SUTEBA. Al finalizar el Congreso de Mar del Plata, expresó a un grupo de compañeros: “Acaban de abrir las puertas del infierno”.’ Garcetti le puso palabras a lo evidente: la unificación de la docencia bonaerense traería cambios fundamentales en CTERA. 
Es que a conformación del SUTEBA cambiaba las relaciones de fuerza entre las dos corrientes principales de política gremial en CTEA, que tenían dos visiones contrapuestas, no sólo de la política gremial sino fundamentalmente del modelo sindical, la forma de organización del sindicato.
En octubre de 1986, se convocó un Congreso de CTERA en la ciudad de Posadas que debía aprobar el ingreso de UTEBA a CTERA. Allí abrió el conflicto sobre la representación de la provincia de Buenos Ai1 res. Al comenzar el congreso se permitió el ingreso a los sindicatos bonaerenses que se habían retirado del congreso unificador y no reconocían al SUTEBA. Las agrupaciones docentes vinculadas al MAS, P y PC intentaron en las seccionales de SUTEBA que no se lo reconociera y que se llevara esa posición al Congreso de CTERA. Fueron derrotados en la inmensa mayoría de las asambleas. De gran importancia resultó la elección del 86 de la Unión de Educadores de San Martí Tres de Febrero, en la que triunfó la lista de unidad en SUTEBA sobre a que propiciaba la ruptura. 
Con esta actitud, el sector mayoritario de la conducción de CTE desconoció al sindicato recién conformado como el único representante de los docentes de la Provincia. Pero las opiniones estaban divididas sobre este punto. Un importante grupo de sindicatos del interior del país, que habían protagonizado procesos de unidad en provincias y valoraban el significado de los mismos, si reconocían SUTEBA. También habían sufrido durante años la dispersión que tenía la Provincia de Buenos Aires, que afectaba la claridad en la definición de la política gremial de la CTERA, 
Se produjeron entonces dos hechos claves. Se retiraron del congreso la mayoría de los delegados de os sindicatos provinciales del interior y renunciaron a sus cargos todos los miembros de la Lista celeste que integraban la Junta Ejecutiva por la minoría, entre ellos, Marcos Garcetti, Mary Sánchez y Carlos de la Torre. El con Seso pasó a cuarto intermedio, hasta noviembre. Al reiniciar las sesiones, luego de intensos debates, se aprobó el ingreso de S BA por escaso margen. Se había dado un paso importante en su reconocimiento como única representación de la doce bonaerense en la CTERA. Y a la vez se acercaba el momento en que se rompería la hegemonía de la concepción sindical que hasta ese momento había predominado en la CTERA.

### SUTEBA en marcha
Al tiempo que se sucedían estos debates, comenzó a organizarse la estructura, en ese momento mínima, del sindicato. Se fijó la sede provisoria en el local de CTERA de Av. Rivadavia 2009, donde la conducción de CTERA cedió un pequeño espacio. 
Simultáneamente se realizaron las primeras acciones sindicales. En el congreso constitutivo se había decidido un plan de acción que implicaba demandas salariales, la devolución d días descontados por huelga, participación en la administración del IOMA y solución al problema de los edificios escolares y turnos reducidos. 
A mediados de octubre se produjo la primera movilización del yo sindicato, una marcha de 24 h alrededor del Congreso Nación. A lo largo de ese año y el siguiente se realizaron distintas acciones: marchas, paros, clases públicas, etc. A fin de año, se concretó la primera audiencia con las autoridades educativas. 
Una de las acciones más importantes que se realizaron en e 1987 fue la que se llevó adelante con el lema: “Basta de papeles, trabajamos sólo para los chicos!” Luego de un profundo análisis del trabajo docente, se propuso la eliminación de un cúmulo de tareas administrativas que interferían en la labor docente específica. Ello concluyó en la lucha por la desburocratización, que comenzó eh l gobierno radical, y continuó con la gestión de Cafiero, cuando lograron legalizarse criterios diferentes que eliminaron muchas tareas administrativas inútiles. 
La otra línea importante seguida en esos años fue el fortalecimiento del cuerpo de delegados. A comienzos del ciclo lectivo 87 se produjo la elección de delegados en las escuelas, se llevaron adelante jornadas de capacitación sindical y se realizaron plenarios provinciales de delegados. Uno de los puntos tratados en esas jornadas era qué significaba ser delegado. 

### Reconocimiento definitivo
En tanto el sindicato crecía en organización se aproximaba un capítulo decisivo en la pelea por el reconocimiento del SUTEBA, que se dio en el siguiente Congreso de CTERA realizado en Santa Fe, en 1987, donde se debían renovar las autoridades de la Confederación. La conducción de CTERA volvió a permitir el ingreso de otros sindicatos bonaerenses, tal como lo hiciera el año anterior en el Congreso de Posadas, reactualizando la disputa. Pero esta vez el Congreso se dívidió, partiéndose la CTERA en dos sectores: uno mayoritario, del cual SUTEBA formó parte y otro minoritario, que insistía en su desconocimiento. Desde ese momento existieron dos CTERA, “la Garcetti” y “la Arizcuren”, iniciándose un período de paralelismo sindical, que no sólo se daba en el plano nacional, sino también en algunos territorios de la provincia (si bien fueron los menos). Durante alrededor de un año algunos de los grupos que no reconocieron el congreso unificador bonaerense, intentaron seguir funcionando como sindicatos de distritos. Fue el caso de ATELZ y de la UDEB de Gral. Sarmiento. Pero la CTERA Garcettí fue fortaleciendo su representación al tiempo que realizaba medidas de acción directa. La situación educativa y laboral de los docentes se deterioraba al igual que la situación general del país. A fin del año se realizó un paro de 24 h con una advertencia que tendría gran significación al año siguiente: “Así terminamos las clases, así no las comenzamos”. 

### 1988. El año de la Marcha Blanca
En marzo de 1988 la CTERA Garcetti convocó a un paro por tiempo indeterminado, de altísimo acatamiento en todo el país, con tres reivindicaciones centrales: 
• salario único en todo el país: a igual trabajo, igual remuneración (nomenclador básico común); 
• paritaria nacional docente: los docentes querían discutir salarios y condiciones de trabajo al igual que los demás trabajadores; 
• ley de financiamiento educativo y ley nacional de educación.
Detrás de estas banderas, se realizó una verdadera gesta: la docencia no sólo paralizó las actividades sino que permaneció durante los 42 días de paro en movización, logrando un amplísimo consenso social, y despertando en el resto de los trabajadores un reconocimiento por la contundencia y la organización mostrada. La disputa entre las dos CTERA se definió por la importancia de esta lucha. El sector de Arizcuren se fue disgregando a lo largo del conflicto. Algunos de los sindicatos enrolados en este sector, se reintegraron a CTERA, otros no. En esa lucha los docentes del SUTEBA fueron un elemento importantísimo, garantizando una presencia masiva en marchas y actos, un acatamiento del 100% en los establecimientos del Estado, y amplio en los privados. Como gran parte de las movilizaciones se realizaron en Capital, SUTEBA aportó buena parte de la organización que permitió culminar con éxito estas acciones. 
El 16 de abril el Gobierno declaró la Conciliación Obligatoria, que en un principio fue acatada. Como las negociaciones fueron infructuosas se retornó el paro el 19 de mayo. 
Resultó enormemente significativa a culminación de esta lucha, la “Marcha Blanca”, cuando el 23 de mayo convergieron decenas de miles de maestros sobre la Capital Federal, desde el norte, oeste y sur del país, que fueron recibidas en las seccionales de SUTEBA el día anterior. El Gobierno Nacional ofreció a la CTERA una respuesta, que si no daba satisfacción a todos los puntos en cuestión, lo hacía con la mayor parte, y fue aceptada. Esto abrió un debate con algunos sectores, anteriormente ligados al sector Arizcuren, que plantearon que esta actitud conciliadora era característica del sindicalismo burocrático. Desde la conducción de CTERA, se planteó que si bien se podría discutir la culminación de la lucha, más allá del resultado práctico, era indudable que, en términos políticos, al calor de la Marcha Blanca, se había logrado unificar una lucha nacional, con consignas y objetivos también nacionales, y se había avanzado decididamente en dos conceptos claves para los años venideros: financiamiento educativo y paritarias. La educación pública pasaba a ser una preocupación de primer orden en el debate público. De todas formas se consiguió el salario unificado a nivel nacional, que después fue licuado por la hiperinflación. 
En el sector docente, por otra parte, la marcha constituyó un momento de fuerte impacto en la construcción de identidad como trabajado res de la educación. El Secretario General de a CGT habló por primera vez a los maestros. Un modelo sindical vinculado a la práctica del movimiento obrero organizado había logrado imponerse en CTERA. Final mente el conflicto también había estado fuertemente atravesado por disputa entre radicalismo y el peronismo, en tanto los Gobernadores radicales tenían una postura intransigente frente al paro, los peronistas te fían una actitud mucho más cercana a las demandas docentes, que por otra parte se dirigían básicamente al Gobierno central.

### SUTEBA se consolida
El encabezado de este párrafo, que fue el título de las memorias de 1989, sintetizaba algo que día a día se hacía evidente: el sindicato crecía, con lucha y organización, con una política gremial compartida por muchos docentes. Empezaron a generarse propuestas en cada secretaria. Se iba construyendo, paso a paso, esta herramienta que era el sindicato. Las principales líneas políticas que comenzaron a desarrollarse pretendían brindar respuestas, lo más integrales posibles a sus necesidades, desde la propia óptica de trabajador. 
En el conurbano, la aceptación de la propuesta gremial avanzó más rápidamente que en el interior de la provincia. Allí la Marcha Blanca permitió tomar contacto con muchos compañeros, de los más diversos orígenes y procedencias. Algunos siempre se habían referenciado en CTERA, lo que los distanciaba de la FEB, sobre todo por la prédica “anticetera” que la Federación tenía en aquellos años. Otros pertenecían a la Federación, pero sin acordar con las posiciones de su conducción. Esos compañeros fueron los que pacientemente fueron acercando la propuesta de SUTEBA a los docentes de su distrito. Una tarea realizada en muchos casos en absoluta minoría, que sólo podía llevarse adelante con un gran convencimiento y militancia. El crecimiento en muchos distritos del interior fue difícil. Un elemento muy importante fue la creación de la Obra Social, en 1989, ya que carecer de la misma había sido un obstáculo grande para el desarrollo sindical, sobre todo en el interior de la provincia. 

### Se profundiza la ofensiva neoliberal
En tanto, en el plano político a nivel nacional, se produce el declive definitivo del gobierno radical: la sanción -bajo la presión de los levantamientos carapintadas- de las leyes de Obediencia Debida y Punto Final, el fracaso del plan Primavera, que abrió las puertas a la hiperinflación, llevó finalmente a convocar a elecciones anticipadas, en las que se impuso Carlos Menem. La política impulsada por éste fue de corte claramente neoliberal, de un alineamiento que no ofrecía dudas con los EE. UU. y con los intereses de los grandes grupos empresariales nacionales y la banca y los acreedores extranjeros. En educación, el nombramiento de Antonio Salonia mostró claramente el alineamiento con los intereses privados. La CTERA rápidamente salió a enfrentar esta política. En agosto de 1990, luego de haber elegido una nueva conducción donde Mary Sánchez fue elegida secretaria General, CTERA realizó el primer paro que una organización sindical efectuara contra el gobierno de Menem. 
En 1990, con la designación de Domingo Caballo y la sanción de la Ley de Convertibilidad, el proyecto neoliberal se desplegó en toda su crudeza. Se negoció el pago de la deuda externa con la privatización de los activos del Estado y la transferencia de casi toda la actividad rentable del sector público al privado. El alineamiento automático con Estados Unidos, las «relaciones carnales», condujo a nuestro país a participar como aliado de Estados Unidos en la Guerra contra Irak. Participación que generaría los brutales atentados contra la Embajada de Israel y contra la AMIA. 
Paralelamente se acentuó la complicidad de gran parte de los dirigentes sindicales, que convalidó o toleró la pérdida de derechos laborales de los trabajadores que se produjo durante este proceso. Esta política de la CGT, determinó que algunos sectores sindicales, entre ellos CTERA, comenzaran el proceso de construcción de un nuevo espacio sindical donde no sólo se integraran trabajadores sino organizaciones sociales de diverso tipo. Reunidos en Burzaco, en diciembre de 1991, produjeron el primer hito de la constitución del futuro Congreso de los Trabajadores Argentinos (CTA).
CTERA se opuso, con paros y movilizaciones, a las políticas neoliberales. Se reclamaba contra el vaciamiento educativo y se pedía un Fondo de Financiamiento Educativo y la convocatoria de Paritarias para modificar las condiciones laborales. Un nuevo paro en noviembre alertó contra la transferencia de los servicios educativos de Nación a Provincia. Esta última era un elemento central de la estrategia del gobierno de Menem y de Caballo, pues suponía un paso firme hacia la descentralización neoliberal de la educación, que implicaba la desresponsabilización del Estado Nacional en materia de financiamiento educativo, el intento de municipalización y privatización del sistema educativo. 
La oposición a la entrega del patrimonio nacional fue otro de los ejes de resistencia y de articulación con otros sectores. El día de la Soberanía Nacional, CTERA conjuntamente con otras organizaciones realizó una marcha que rodeó el Congreso Nacional con una bandera argentina de 400 metros.

### La educación en nuestras manos
En tanto, en la provincia de Buenos Aires, frente a la profundización del ajuste, a la inacción de la gestión educativa y la falta de respuestas a los reclamos docentes en la última etapa de la gestión Cafiero, en 1991 el SUTEBA decide, bajo la consigna «Tomar la Educación en nuestras manos», asumir con comunidad la responsabilidad de la educación en la provincia hasta la finalización del ciclo lectivo, exigiendo al gobierno que cumpla con la responsabilidad del Estado de garantizar una educación pública y gratuita. 
Las acciones que a partir de allí se realizan son numerosas: se declara en estado de alerta y movilización el cuerpo de delegados, se trabaja en la redacción de un proyecto de financiamiento educativo para la provincia. Se producen reuniones con cooperadores y consejos de escuela. Se decide la realización, en toda a Provincia, durante la jornada de perfeccionamiento docente en servicio, de la sistematización de un diagnóstico con el objetivo de utilizarlo como instrumento político de confrontación y planificación de alternativas. Se realiza el Congreso de la Niñez, donde los alumnos debaten su propia situación en el sistema educativo y la de sus compañeros excluidos del mismo. Y finalmente, se lleva adelante el Primer Congreso Pedagógico, en el Centro Cultural San Martín, como parte de la disputa que en ese momento encara el sindicato. Paralelamente, continuó el crecimiento de la organización tanto en el conurbano como en el interior de la Provincia. En 1991 la cantidad de afiliados ya superaba los 25 mil. El SUTEBA contaba con 55 seccionales en toda la provincia.